# ポラリス・キャピタル・グループ
ポラリス・キャピタル・グループ株式会社は、日本のプライベート・エクイティ・ファンド（PEファンド）運営会社。

## 概要
2004年にみずほ証券と興銀第一ライフ・アセットマネジメント（現アセットマネジメントOne）出資で設立されたプライベート・エクイティファンド運営会社。創業来、オーナー事業承継、大企業の子会社・事業部門の切り出しや非公開化、他のファンドからの買い取り等で40件近くの投資を行い、2022年時点で運用資産は約3,500億円。

## 沿革
- 2004年9月 - ポラリス・プリンシパル・ファイナンス株式会社として、みずほ証券が50%、興銀第一ライフ・アセットマネジメントが50%出資し、資本金2億円で設立[2]
- 2004年11月 - ポラリス1号ファンド（出資総額296億円）設立
- 2007年11月 - ポラリス2号ファンド（出資総額319億円）設立
- 2010年3月 - ポラリス・キャピタル・グループに社名変更[3]
- 2011年10月 - 大阪支社開設[4]
- 2012年7月 - ポラリス3号ファンド（出資総額391億円）設立
- 2016年12月 - ポラリス4号ファンド（出資総額376.5億円）設立、海外ファンドを併せると750億円[5]
- 2019年11月 - ポラリス5号ファンド（出資総額497.5億円）設立、海外ファンドを併せると1,500億円[6]

## 投資実績
※社名は、いずれも出資時の企業名である。

### 1号ファンド
- スマイル[7]
- ドラッグイレブン[8] - 2007年、全株式をJR九州へ譲渡[9]
- 大興製紙[10] - 2015年、全株式を経営陣等に譲渡
- キューサイ[11] - 2010年、全株式をコカ・コーラウエストへ譲渡
- トップツアー[12] - 2013年、全株式を東武鉄道へ譲渡
- 駅探[13] - 2011年、東京証券取引所上場時に株式売却

### 2号ファンド
- 日本オイルポンプ[14] - 2013年、ウェンデル（フランスの投資業）へ譲渡
- カロナール（共同出資）[15] - 2012年、ユニゾン・キャピタルへ譲渡[16]
- オークネット[17] - 2017年、東京証券取引所再上場時に株式売却
- サムカワフードプランニング[18] - 2013年、クリエイト・レストランツ・ホールディングスへ譲渡
- ワークスアプリケーションズ[19] - 2017年、全株式をACAインベストメントへ譲渡（下項参照）
- 関東運輸[20] - 2015年、全株式をセイノーホールディングスへ譲渡
- VOYAGE GROUP[21] - 2014年、東京証券取引所上場時に株式売却
- マイランド[22]

### 3号ファンド
- ソシエ・ワールド[23]
- クリーンサアフェイス技術[24]
- 江戸一[25]
- ファクトリージャパングループ[26]
- LYKAON[27]
- AimedicMMT[28]
- 淀川変圧器[29]
- AIメカテック[30]
- ハイビック[31]
- ノバレーゼ[32]

### 4号ファンド
- BAKE[33]
- エルビー[34]
- FCNTおよびジャパン・イーエム・ソリューションズ[35]
- オーネット[36]
- トキコシステムソリューションズ[37]
- HITOWAホールディングス[38]
- i-PRO[39]

### 5号ファンド
- 総合メディカル[40]
- ジオテクノロジーズ[41]
- リンクステック[42]
- スペースバリューホールディングス[43]
- エクラシアHD[44]
- ソーシャルインクルー[45]
- 宣伝会議およびマスメディアン[46]

### 投資失敗事例
- 株式会社フーセンウサギ  投資時期 2006年5月 自己破綻 2013年10月[47]2006年6月にポラリスが第三者割当増資および創業者一族からの株式買い取りにより100％子会社とした[48]。経営改善により株式公開を目論み、資産整理や直営販売から量販店経由に転換などを行うも、売り上げは伸びず赤字を計上し続け、2013年9月に支払い遅延を起こし、同年10月15日大阪地裁に自己破産を申し立てた[48]。
- FCNT株式会社 投資時期　2018年1月　民事再生法適用申請　2023年5月30日[49]。2023年5月30日に、ポラリス社が2018年に投資し、富士通グループから切り離された、携帯電話端末を販売を主な事業とするFCNTが、東京地方裁判所に民事再生法の適用を申請した[49]。FCNTは「らくらくホン」などのヒットでスマートホン市場では日本3位のシェアを誇っていたが、ポラリス買収後も続いた海外勢を含んだ競合と共に、ポラリスが再生計画での収益化の前提の為替レートを1ドル＝120円と見積もり、それを超える円安が進むという、コスト計算の見誤りもあり、2022年3月期まで赤字を続けた後に倒産に至った[50]。

### 紛争中
- 株式会社ワークスアプリケーションズ

2011年にマネジメントバイアウト（経営陣による上場株式の買い取り）で非上場化。2017年 シンガポール拠点の日系ファンドACAに売却したが、直後に統合基幹業務システム部門で多額損失が発生するなどして、同社は経営難に陥る。ACAはポラリスに全面的な賠償を要求。一審判断はポラリス側の責任が約5700万円程度に収まるものだったが、2023年7月現在も東京高裁で係属中である。

## 不祥事
当時の社員が、同社による総合メディカルホールディングス株式会社と株式会社スペースバリューホールディングスに対する株式公開買い付け情報を基に、それぞれ公表前の2019年12月と2021年9月頃に株を買い付けたとして、証券取引等監視委員会は、金融商品取引法違反（インサイダー取引）の疑いで、同社の元社員を東京地検に2022年3月3日に告発した。東京地検特捜部は同年3月6日にインサイダー取引の罪でこの元社員を在宅起訴した。
メディアの反応として、FACTAは「企業の秘密を扱うPEファンドにとって社員のインサイダー取引は致命的」、会社四季報オンラインは表題で「異常事態」などと批判を行った。
ポラリスは、上記インサイダー事件を受けて、2023年5月10日に「特別調査委員会による調査結果報告及び当社の再発防止策について」という文書をホームページに掲載し、「社内規定の管理」、「研修の改善」などの再発防止策を提示した。